# David Thornton
David Thornton (Cheraw, 4 de mayo de 1953) es un actor estadounidense, reconocido por aparecer en producciones como John Q, Home Alone 3, Law & Order, The Notebook y The Other Woman, entre otros papeles. Es el esposo de la cantante Cyndi Lauper, con quien empezó una relación tras compartir reparto en el filme Off and Running (1991).

## Filmografía

### Cine y televisión[5]
| Año  | Título                              | Papel             | Notas        |
| ---- | ----------------------------------- | ----------------- | ------------ |
| 1983 | Sessions                            | Marc              | Telefilme    |
| 1985 | Miami Vice                          | Lile              | 1 episodio   |
| 1986 | Tales from the Darkside             | Hombre lobo       | 1 episodio   |
| 1988 | Crime Story                         | Thalberg          | 1 episodio   |
| 1988 | Java Burn                           | Lomax             |              |
| 1989 | American Playhouse                  | Amigo de Nelson   | 1 episodio   |
| 1991 | Off and Running                     | Reese             |              |
| 1991 | Men of Respect                      | Philly Como       |              |
| 1993 | Blind Spot                          | Frank             | 1 episodio   |
| 1994 | The Cosby Mysteries                 |                   | 1 episodio   |
| 1994 | Mrs. Parker and the Vicious Circle  | George S. Kaufman |              |
| 1995 | New York News                       |                   | 1 episodio   |
| 1995 | Jeffrey                             |                   |              |
| 1995 | Search and Destroy                  | Rob               |              |
| 1995 | New York Undercover                 | Alan Warwick      | 1 episodio   |
| 1996 | Breathing Room                      | Brian             |              |
| 1996 | Unhook the Stars                    | Frankie Warren    |              |
| 1996 | If Lucy Fell                        | Ted               |              |
| 1996 | Ripper                              | Twig              | Videojuego   |
| 1996 | Law & Order                         | Paul Medici       | 1 episodio   |
| 1997 | Home Alone 3                        | Earl Unger        |              |
| 1997 | The Real Blonde                     | Alex              |              |
| 1997 | Office Killer                       | Gary Michaels     |              |
| 1997 | She's So Lovely                     | Saul Sunday       |              |
| 1998 | A Civil Action                      | Richard Aufiero   |              |
| 1998 | The Last Days of Disco              | Berrie Rafferty   |              |
| 1998 | Illuminata                          | Orlandini         |              |
| 1998 | Hush                                | Gavin             |              |
| 1998 | High Art                            | Harry             |              |
| 1998 | Too Tired to Die                    | Lulu              |              |
| 2000 | The $treet                          | Carl Kettner      | 1 episodio   |
| 2000 | Blessed Art Thou                    | Elmo              |              |
| 2000 | Blue Moon                           | Padre de Frank    |              |
| 2000 | Dead Dog                            | Stevenson Nagel   |              |
| 2001 | The Girl Under the Waves            |                   |              |
| 2002 | Swept Away                          | Michael           |              |
| 2002 | Law & Order: Criminal Intent        | Kenny Strick      | 1 episodio   |
| 2002 | Garmento                            | Ronnie Grossman   |              |
| 2002 | John Q                              | Jimmy Palumbo     |              |
| 2002 | XX/XY                               | Miles             |              |
| 2002 | For Earth Below                     | Ron               |              |
| 2002 | Private Property                    | Sam               |              |
| 2002 | 100 Mile Rule                       | Jerry             |              |
| 2002 | Law & Order                         | Jeremy Cook       | 1 episodio   |
| 2003 | Prologue                            |                   |              |
| 2003 | Law & Order: Special Victims Unit   | Lionel Granger    | 10 episodios |
| 2004 | The Notebook                        | John Hamilton     |              |
| 2004 | Noise                               | Elliot            |              |
| 2004 | The Warrior Class                   | Sancerre          |              |
| 2005 | Law & Order                         | Lionel Granger    | 1 episodio   |
| 2005 | Life on the Ledge                   | Eddy              |              |
| 2005 | Romance & Cigarettes                | Urólogo           |              |
| 2006 | Alpha Dog                           | Butch Mazursky    |              |
| 2009 | Here and There                      | Robert            |              |
| 2009 | My Sister's Keeper                  | Dr. Chance        |              |
| 2010 | Zenith                              | Berger            |              |
| 2011 | Jeremy Fink and the Meaning of Life | Simon Rudolph     |              |
| 2011 | Dirty Movie                         | Padre de Johnny   |              |
| 2011 | Fake                                | Tay Murphy        |              |
| 2011 | Trophy Kids                         | Charlie           |              |
| 2013 | Cyndi Lauper: Still So Unusual      | Él mismo          |              |
| 2014 | The Other Woman                     | Nick              |              |
| 2017 | Homeland                            | George Pallis     | 3 episodios  |
| 2020 | Darcy, This is Nowhere              | Aldo              |              |
| 2021 | Transfer at Aachen                  | Ludwig Vnuk       |              |
| 2021 | A Time to Kill                      | James Lapan       | 1 episodio   |
| 2023 | La balada de Dios                   | Arthur Naci       |              |